# Apollo 5
L'Apollo 5, noto anche come AS-204, è stata una missione spaziale statunitense, priva di equipaggio, facente parte del Programma Apollo e la prima a trasportare con sé il modulo lunare Apollo (LM) che l'anno successivo avrebbe poi portato gli astronauti sulla superficie della Luna. L'obiettivo principale era testare il LM e in particolare il suo sistema propulsivo; il suo motore di discesa era il primo razzo a potenza regolabile usato nello spazio.
Come era avvenuto per l'Apollo 4, anche questo volo aveva subito lunghi ritardi, in parte a causa di alcune problematiche riscontrate dalla Grumman nello sviluppo del LM. Il razzo Saturn IB originale designato per la missione dovette, inoltre, essere sostituito con quello precedentemente assegnato all'Apollo 1 (in cui era avvenuto l'incendio che aveva ucciso i tre astronauti). Il LM-1 arrivò al Kennedy Space Center nel giugno 1967; i mesi successivi furono impegnati per i test e per il posizionamento del modulo lunare in cima al razzo. Superati gli ultimi ritardi dovuti a problemi alle apparecchiature, il conto alla rovescia poté iniziare il 21 gennaio 1968 per poi decollare il giorno successivo alle 22:48:09 UTC dal Complex 37B del John F. Kennedy Space Center spinta dal razzo Saturn IB.
Una volta che il velivolo raggiunse l'orbita e il modulo lunare venne separato dal razzo, iniziò il programma di test orbitali. Tuttavia, vi fu un'interruzione automatica di una prevista accensione del motore a causa di un errore rilevato dall'Apollo Guidance Computer. Il direttore di volo Gene Kranz e il suo team al centro di controllo missione di Houston presero velocemente la decisione di effettuare un programma alternativo che comunque permise di raggiungere tutti gli obiettivi previsti per il test del LM-1. Alla fine, la missione ebbe un sufficiente successo da far annullare una seconda missione di test senza equipaggio inizialmente prevista, accelerando i piani della NASA per far atterrare un astronauta sulla Luna entro la fine degli anni 1960.

## Contesto
Il programma spaziale Apollo venne avviato dal presidente degli Stati Uniti John Kennedy il 2 maggio 1961, con l'obiettivo di inviare uomini sulla Luna per la prima volta entro la fine del decennio. Il fine era dimostrare, così, la superiorità degli Stati Uniti sull'Unione Sovietica nella cosiddetta "corsa allo spazio", una questione politica nel contesto più ampio della Guerra Fredda.  Dopo un ampio dibattito, la NASA (l'agenzia statunitense che si occupa dei voli spaziali) decise alla fine dell'anno successivo che le missioni lunari si sarebbero svolte secondo lo schema del Lunar orbit rendezvous il quale prevedeva che l'intera navicella spaziale Apollo sarebbe stata spinta verso l'orbita lunare dal terzo stadio del razzo vettore Saturno V (chiamato S-IVB). Una volta in orbita lunare, gli astronauti selezionati per l'allunaggio sarebbero entrati in quello che allora era noto come "modulo di escursione lunare", che si sarebbe separato dal resto del veicolo spaziale per scendere sulla superficie lunare; infine, dopo essere decollati dalla Luna ed essersi congiunti con il resto della navicella rimasto in orbita, il modulo di discesa sarebbe stato abbandonato e l'intero equipaggio avrebbe intrapreso il viaggio di ritorno verso la Terra con il solo modulo di comando e servizio. Nel 1962, la NASA invitò undici società a fare un'offerta per garantirsi l'appalto per la costruzione del modulo lunare. Il 7 novembre dello stesso anno venne annunciato che il contratto era stato affidato alla Grumman.

## Obiettivi

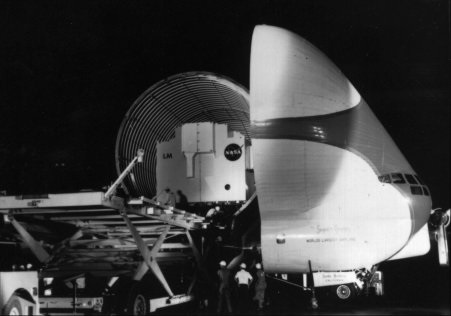
Il modulo lunare viene trasportato sull'aereo Super Guppy, 23 giugno 1967

L'Apollo 5 aveva l'obiettivo principale di testare il funzionamento dei sottosistemi del modulo lunare: durante il corso della missione era previsto che i motori di salita e di discesa sarebbero stati accesi in orbita terrestre. Si trattava di un test che consentisse di verificare che lo stadio di ascesa del modulo lunare fosse in grado di accendere il suo motore mentre era ancora attaccato allo stadio di discesa, una procedura che si sarebbe verificata nelle successive missioni lunari per riportare gli astronauti in orbita dalla superficie lunare e in caso che fosse stato necessario effettuare un'interruzione di emergenza dell'atterraggio. La procedura comportava una serie di azioni: l'arresto del motore di discesa, il passaggio di controllo e alimentazione alla fase di salita e l'avvio del motore di salita mentre i due stadi erano ancora accoppiato. Ulteriori test erano in programma per verificare che i motori del modulo lunare potessero essere riavviati più di una volta. Oltre a testare i sistemi del modulo lunare, l'Apollo 5 doveva anche verificare l'unità strumentale del Saturno V nella sua configurazione completa.
Secondo i calcoli effettuati prima del volo, ci si aspettava che il modulo di salita del modulo lunare LM-1 sarebbe rimasta in orbita terrestre per circa due anni prima di rientrare nell'atmosfera e disintegrarsi mentre quello di discesa sarebbe andato incontro alla stessa sorte dopo solo circa tre settimane.

## Ritardi

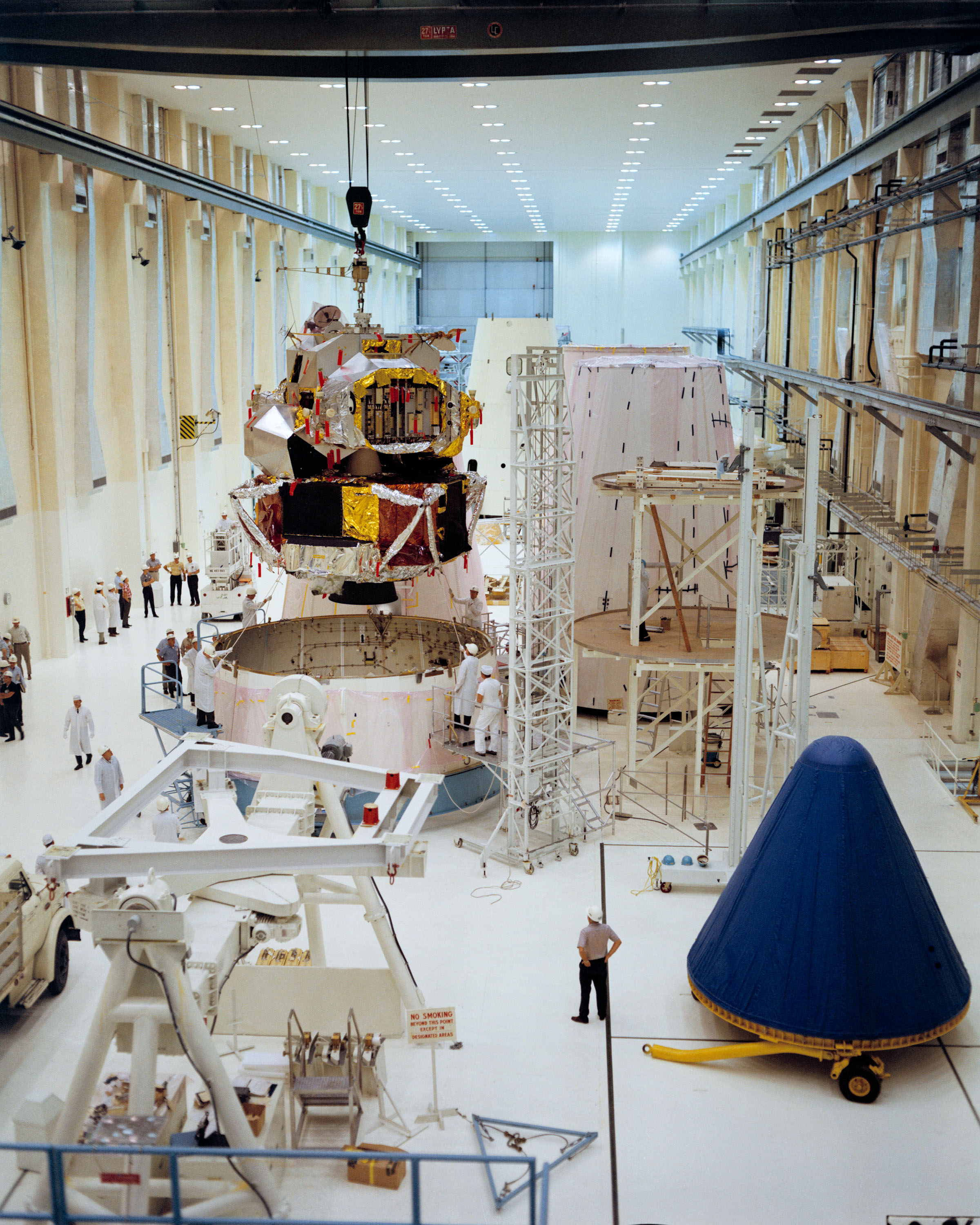
Il modulo lunare LM-1 viene posizionato nel suo comparto

Come l'Apollo 4, anche questa missione subì diversi ritardi sulla tabella di marcia, dovuti principalmente al Modulo Lunare. Benché non fossero ritardi programmati, erano giustificati dal fatto che nessuno, prima d'allora, aveva mai progettato una navicella spaziale in grado di atterrare sulla Luna con esseri umani a bordo.
Inizialmente il lancio dell'Apollo 5 era stato programmato per l'aprile del 1967, con la speranza di consegnare la navicella pronta a Cape Canaveral nel settembre del 1966. Invece iniziarono i ritardi. Benché il progetto fosse stato completato da tempo, i componenti della navicella erano risultati difficili da fabbricare. Inoltre i motori principali iniziavano a dare problemi: il motore di discesa non si accendeva uniformemente, mentre quello di ascesa aveva difficoltà di assemblaggio e saldatura.
Alla fine questi problemi vennero superati, ma occorsero parecchi mesi e il Modulo Lunare fu consegnato a Cape Canaveral solo il 23 giugno 1967 a bordo del Super Guppy. Dopo ulteriori quattro mesi di prove e aggiustamenti, il modulo lunare fu finalmente assemblato al razzo vettore Saturn IB il 19 novembre.
Il 17 dicembre 1967 fallì un test sul LM: una finestra del LM-5 (il modulo lunare Eagle dell'Apollo 11) si frantumò durante il test iniziale di pressurizzazione della carlinga, che avrebbe dovuto reggere i 3,9 newton/cm². Invece sia le finestre interne che quelle esterne e pure la copertura di plexiglas della finestra di destra si frantumarono quando la pressione raggiunse i 3,5 Newton/cm².
Il 28 dicembre 1967 venne presa la decisione di sostituire le finestre di vetro con altre in alluminio, per precauzione contro possibili incidenti come quello verificatosi durante il test del LM-5.

## Il volo

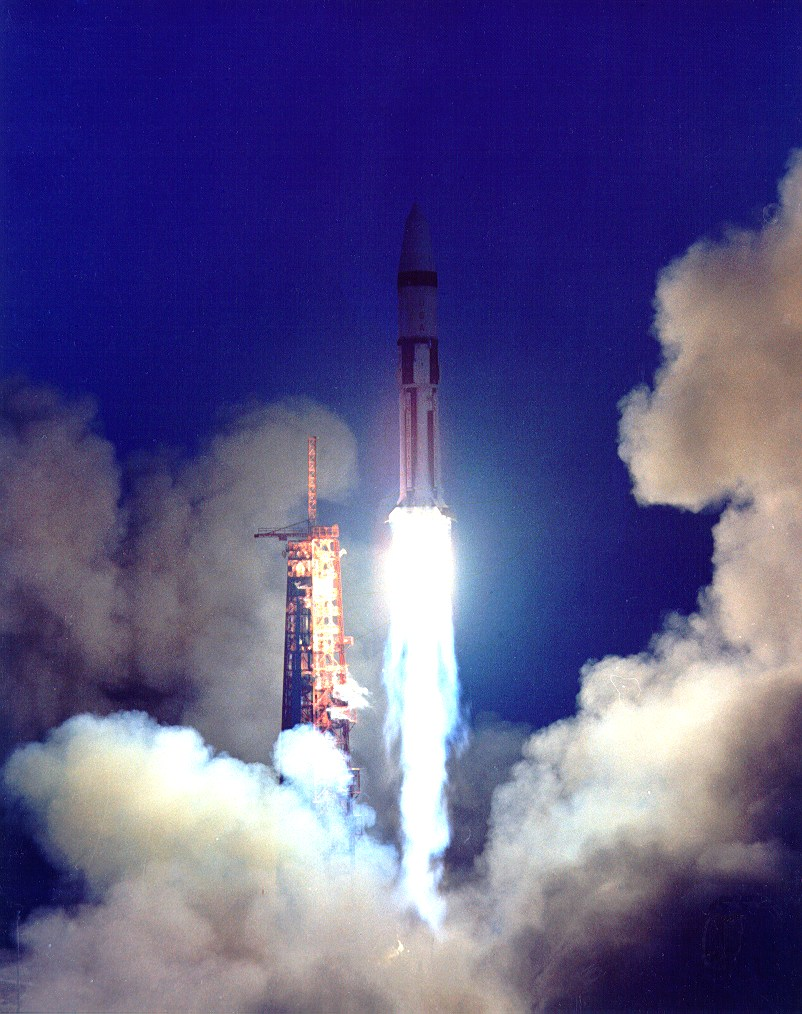
Il lancio, 22 gennaio 1968 22:48 UTC.

Il razzo vettore dell'Apollo 5 fu un Saturn IB, più piccolo di un Saturn V, ma comunque in grado di trasportare la navetta Apollo in orbita terrestre. Il Saturn IB AS-204 utilizzato in questa missione era quello inizialmente destinato all'Apollo 1. Poiché rimase indenne dall'incendio che costò la vita ai tre astronauti dell'Apollo 1, fu deciso di riutilizzarlo. L'incidente era avvenuto nel Complex 34, così il Saturn venne smontato e riassemblato al Complex 37B, da dove sarebbe partito l'Apollo 5.
Il modulo lunare a bordo difettava di due grosse caratteristiche per andare sulla Luna: non aveva finestre trasparenti e nemmeno l'impianto per atterrare. Questo fu deciso per poter accorciare i tempi di consegna. Il modulo lunare dell'Apollo 5 non aveva bisogno di queste caratteristiche, dato che doveva solo entrare in orbita e non aveva equipaggio. Così furono installate, prima del volo, delle placche di alluminio. Il razzo, inoltre, era privo del launch escape system e per questo era alto solo 55 m.
Finalmente il 22 gennaio 1968, con circa otto mesi di ritardo sulla data pianificata, l'Apollo 5 si alzò poco prima del tramonto. Il Saturn IB funzionò perfettamente e portò il secondo stadio con il LM in un'orbita di 163 x 222 km. Il modulo lunare si separò dal razzo 45 minuti dopo, compì due orbite e accese i motori di discesa, che rimasero accesi per soli 4 secondi anziché i 39 programmati. L'accensione era destinata a simulare il rallentamento per la discesa verso la superficie lunare, ma venne prematuramente interrotta a causa della programmazione eccessivamente prudente del software di volo.
Il controllo a terra decise di muoversi verso un programma alternativo: spense il computer di guida ed iniziò una sequenza automatica programmata nel computer di bordo. Quest'ultimo utilizzò i motori di discesa (DPS) per altre due volte.
Dopo quattro orbite la missione era conclusa e i due stadi vennero lasciati precipitare nell'Oceano Pacifico, qualche centinaio di chilometri a sud est di Guam. Lo stadio di ascesa del LM (1968-007A) precipitò il 24 gennaio, mentre quello di discesa (1968-007B) il 12 febbraio 1968.